# Michio Suzuki
Michio Suzuki (鈴木 通夫; Chiba, 2 de outubro de 1926 – Tóquio, 31 de maio de 1998) foi um matemático japonês, que trabalhou com teoria dos grupos finitos.
Foi palestrante do Congresso Internacional de Matemáticos em Nice (1970 - Characterizations of some finite simple groups).